# گوئنت: بازی کارتی ویچر
گوئنت: بازی کارتی ویچر (به انگلیسی: Gwent: The Witcher Card Game) (به لهستانی: Gwint: Wiedźmińska Gra Karciana) یک بازی جمع‌آوری کارت دیجیتال رایگان است که توسط سی‌دی پروجکت برای مایکروسافت ویندوز، پلی‌استیشن ۴ و اکس‌باکس وان در سال ۲۰۱۸ و برای آی‌اواس در سال ۲۰۱۹ و برای اندروید در سال ۲۰۲۰ منتشر شد. این بازی از یک بازی کارتی به همین نام در رمان‌های ویچر آندژی ساپکوفسکی اقتباس شده و از یک مینی گیم قابل بازی در ویچر ۳: وایلد هانت آورده شده‌است.

عکس از گیم پلی بازی

## توسعه و انتشار
تخمین زده می‌شود که ۱۰۰ کارمند بر روی این بازی کار می‌کنند. پس از انتشار نسخه آزمایشی بتا در ماه مه ۲۰۱۷، در اکتبر ۲۰۱۸ به‌طور رسمی برای ویندوز منتشر شد و در تاریخ ۴ دسامبر ۲۰۱۸ برای پلی‌استیشن ۴ و اکس‌باکس وان منتشر شد.
در مارس ۲۰۱۹، سی‌دی پروجکت اعلام کرد که گوئنت در اواخر همان سال روی دستگاه‌های تلفن همراه انتشار می ابد. این بازی برای آی‌اواس در ۲۹ اکتبر ۲۰۱۹ و اندروید در ۲۴ مارس ۲۰۲۰ منتشر شد.
پشتیبانی از نسخه‌های پلی‌استیشن ۴ و اکس‌باکس وان این بازی در ژوئن ۲۰۲۰ پایان یافت.

## بازتاب‌ها
| گردآورنده | امتیاز     |
| --------- | ---------- |
| متاکریتیک | PC: 80/100 |

گوئنت در مراسم جوایز بازی اس‌اکس‌اس‌دبلیو ۲۰۱۹ برای «امیدوار کننده‌ترین بازی الکترونیکی جدید» و در جوایز دراگونز دیجیتال ۲۰۱۹ برای «بهترین هنر بازی لهستانی» نامزد شد.